# Campeonato Africano de Atletismo de 2012 - 400 m feminino
A prova dos 400 metros feminino do Campeonato Africano de Atletismo de 2012 foi disputada entre os dias 27 e 29 de junho de 2012 no Estádio Charles de Gaulle em Porto Novo,  no Benim. 

## Recordes
Antes desta competição, os recordes mundiais e do campeonato nesta prova eram os seguintes:
|                       | Nome             | Nacionalidade | Tempo  | Local       | Data                 |
| --------------------- | ---------------- | ------------- | ------ | ----------- | -------------------- |
| Recorde mundial       | Marita Koch      | Alemanha      | 47s 60 | Camberra    | 6 de outubro de 1985 |
| Recorde do campeonato | Amantle Montsho  | Botswana      | 49s 83 | Addis Ababa | 2 de maio de 2008    |
| Recorde africano      | Falilat Ogunkoya | Nigéria       | 49s 10 | Atlanta     | 29 de julho de 1996  |

Os seguintes recordes foram estabelecidos durante esta competição:
| Data        | Evento | Atleta          | Nacionalidade | Tempo  | Notas                 |
| ----------- | ------ | --------------- | ------------- | ------ | --------------------- |
| 29 de julho | Final  | Amantle Montsho | Botswana      | 49s 54 | Recorde do campeonato |

## Medalhistas
| Ouro                  | Prata               | Bronze                 |
| Amantle Montsho (BOT) | Regina George (NGR) | Amy Mbacke Thiam (SEN) |

## Cronograma
Todos os horários são locais (UTC+1).
| Data        | Hora  | Evento    |
| ----------- | ----- | --------- |
| 27 de junho | 15:25 | Bateria   |
| 28 de junho | 15:50 | Semifinal |
| 29 de junho | 15:30 | Final     |

## Resultados

### Bateria
Qualificação: 4 atletas de cada bateria (Q) mais os 4 melhores qualificados (q).
| Posição | Bateria | Raia | Atleta                | Nacionalidade      | Tempo   | Notas |
| ------- | ------- | ---- | --------------------- | ------------------ | ------- | ----- |
| 1       | 2       | 8    | Amantle Montsho       | Botswana           | 50.42   | Q     |
| 2       | 2       | 3    | Regina George         | Nigéria            | 51.39   | Q     |
| 3       | 1       | 4    | Tsholofelo Thipe      | África do Sul      | 52.06   | Q     |
| 4       | 4       | 6    | Bukola Abogunloko     | Nigéria            | 52.11   | Q     |
| 5       | 2       | 2    | Joyce Sakari          | Quênia             | 52.38   | Q     |
| 6       | 2       | 7    | Ndeye Fatou Soumah    | Senegal            | 52.57   | Q     |
| 7       | 1       | 3    | Raasin McIntosh       | Libéria            | 52.63   | Q     |
| 8       | 5       | 1    | Lydia Mashila         | Botswana           | 52.65   | Q     |
| 9       | 4       | 8    | Goitseone Seleka      | Botswana           | 53.11   | Q     |
| 10      | 1       | 5    | Salam Abrhaley        | Etiópia            | 53.47   | Q     |
| 11      | 3       | 3    | Rorisang Ramonnye     | África do Sul      | 53.58   | Q     |
| 11      | 4       | 2    | Estie Wittstock       | África do Sul      | 53.58   | Q     |
| 13      | 1       | 8    | Endurance Abinuwa     | Nigéria            | 53.65   | Q     |
| 14      | 5       | 8    | Tigst Assefa          | Etiópia            | 54.05   | Q     |
| 15      | 1       | 6    | Matacha Ngoye Akamabi | República do Congo | 54.31   | q     |
| 16      | 2       | 4    | Adelaide Nkrumah      | Gana               | 54.49   | q     |
| 17      | 1       | 7    | Fatou Dyabaye         | Senegal            | 54.60   | q     |
| 18      | 3       | 4    | Amy Mbacke Thiam      | Senegal            | 54.65   | Q     |
| 19      | 1       | 2    | Audrey Nkamsao        | Camarões           | 54.67   | q     |
| 20      | 3       | 7    | Grace Kidake          | Quênia             | 54.91   | Q     |
| 21      | 5       | 3    | Yvonne Amegashie      | Gana               | 54.98   | Q     |
| 22      | 4       | 3    | Catherine Nandi       | Quênia             | 54.99   | Q     |
| 23      | 2       | 6    | Phumlile Ndzinisa     | Essuatíni          | 55.37   |       |
| 24      | 4       | 5    | Mahlet Mulugeta       | Etiópia            | 55.62   |       |
| 25      | 3       | 2    | Souliatou Saka        | Benim              | 55.77   | Q     |
| 26      | 3       | 1    | Lydie Besme Hawa      | Chade              | 57.01   |       |
| 27      | 3       | 8    | Natasha Bibi          | Seicheles          | 57.36   |       |
| 28      | 5       | 6    | Kadia Dembele         | Mali               | 57.74   | Q     |
| 29      | 5       | 4    | Bana Lafia Gounou     | Benim              | 58.65   |       |
| 30      | 2       | 5    | Mohmed Ali Sourah     | Djibuti            | 1:03.84 |       |
| 97      | 5       | 5    | Vanice Monteiro       | Cabo Verde         | DNF     |       |
| 98      | 5       | 7    | Tjipekapora Herunga   | Namíbia            | DSQ     |       |
| 99      | 3       | 5    | Rahma Mohammed        | Eritreia           | DNS     |       |
| 99      | 3       | 6    | Angele Cooper         | Libéria            | DNS     |       |
| 99      | 4       | 4    | Ramata Nikiema        | Burquina Fasso     | DNS     |       |
| 99      | 4       | 7    | Graciela Maitius      | Guiné-Bissau       | DNS     |       |
| 99      | 5       | 2    | Racheal Nachula       | Zâmbia             | DNS     |       |

### Semifinal
Qualificação: 2 atletas de cada bateria  (Q) mais os  2 melhores qualificados (q). 
| Posição | Bateria | Raia | Atleta                | Nacionalidade      | Tempo | Notas |
| ------- | ------- | ---- | --------------------- | ------------------ | ----- | ----- |
| 1       | 2       | 5    | Amantle Montsho       | Botswana           | 51.25 | Q     |
| 2       | 1       | 4    | Regina George         | Nigéria            | 51.71 | Q     |
| 3       | 3       | 6    | Bukola Abogunloko     | Nigéria            | 52.12 | Q     |
| 4       | 3       | 5    | Amy Mbacke Thiam      | Senegal            | 52.35 | Q     |
| 5       | 1       | 5    | Joyce Sakari          | Quênia             | 52.36 | Q     |
| 6       | 1       | 6    | Tsholofelo Thipe      | África do Sul      | 52.51 | q     |
| 7       | 3       | 8    | Estie Wittstock       | África do Sul      | 52.61 | q     |
| 8       | 1       | 8    | Ndeye Fatou Soumah    | Senegal            | 52.85 |       |
| 9       | 2       | 6    | Raasin McIntosh       | Libéria            | 52.91 | Q     |
| 10      | 2       | 4    | Rorisang Ramonnye     | África do Sul      | 52.93 |       |
| 11      | 3       | 3    | Lydia Mashila         | Botswana           | 53.60 | Q     |
| 12      | 2       | 8    | Endurance Abinuwa     | Nigéria            | 53.75 |       |
| 13      | 1       | 3    | Goitseone Seleka      | Botswana           | 54.09 |       |
| 14      | 2       | 3    | Salam Abrhaley        | Etiópia            | 54.84 |       |
| 15      | 3       | 7    | Catherine Nandi       | Quênia             | 54.91 |       |
| 16      | 2       | 2    | Fatou Dyabaye         | Senegal            | 55.19 |       |
| 17      | 1       | 1    | Audrey Nkamsao        | Camarões           | 55.20 |       |
| 18      | 2       | 7    | Grace Kidake          | Quênia             | 55.47 |       |
| 19      | 3       | 4    | Tigst Assefa          | Etiópia            | 55.58 |       |
| 20      | 1       | 7    | Yvonne Amegashie      | Gana               | 55.82 |       |
| 21      | 3       | 2    | Adelaide Nkrumah      | Gana               | 55.85 |       |
| 22      | 2       | 1    | Souliatou Saka        | Benim              | 56.64 |       |
| 23      | 3       | 1    | Matacha Ngoye Akamabi | República do Congo | 57.47 |       |
| 24      | 1       | 2    | Kadia Dembele         | Mali               | 57.64 |       |

### Final
| Posição           | Raia | Atleta            | Nacionalidade | Tempo | Notas                 |
| ----------------- | ---- | ----------------- | ------------- | ----- | --------------------- |
| Medalha de ouro   | 3    | Amantle Montsho   | Botswana      | 49.54 | Recorde do campeonato |
| Medalha de prata  | 5    | Regina George     | Nigéria       | 51.11 |                       |
| Medalha de bronze | 4    | Amy Mbacke Thiam  | Senegal       | 51.68 |                       |
| 4                 | 6    | Bukola Abogunloko | Nigéria       | 51.78 |                       |
| 5                 | 2    | Tsholofelo Thipe  | África do Sul | 52.26 |                       |
| 6                 | 8    | Joyce Sakari      | Quênia        | 52.28 |                       |
| 7                 | 1    | Estie Wittstock   | África do Sul | 52.84 |                       |
| 08 !              | 7    | Raasin McIntosh   | Libéria       | DNS   |                       |

Legenda
| Recorde mundial       | Recorde mundial (World record)               |                       | Recorde africano                      | Recorde africano (African) |                                           | Q | Classificado por posição (Qualified) |
| Recorde do campeonato | Recorde do campeonato (Championship record)  | Recorde da América    | Recorde da América (Americas)         | q                          | Classificado por melhor tempo (Qualified) |   |                                      |
| Melhor marca do ano   | Melhor marca do ano (World leading)          | Recorde asiático      | Recorde asiático (Asian)              | DNS                        | Não largou (Did not start)                |   |                                      |
| Recorde nacional      | Recorde nacional (National record)           | Recorde europeu       | Recorde europeu (European)            | DNF                        | Não terminou (Did not finish)             |   |                                      |
| Recorde pessoal       | Recorde pessoal do atleta (Personal best)    | Recorde da Oceania    | Recorde da Oceania (Oceania)          | DSQ / DQ                   | Desclassificado (Disqualified)            |   |                                      |
| Recorde da temporada  | Recorde da temporada do atleta (Season best) | Recorde sul-americano | Recorde sul-americano (South America) | NM                         | Sem marca (No mark)                       |   |                                      |